# Mélanippe la Sage
Pour les articles homonymes, voir Mélanippe.
Mélanippe la Sage (en grec ancien Μελανίππη ἡ σοφή / Melaníppê hé sophế) est une tragédie grecque fragmentaire d'Euripide écrite vers -420, dont 78 vers sont conservés.
Platon met l'un des vers de la pièce dans la bouche d'Éryximaque, personnage du dialogue Le Banquet, : « Non, il n'est pas de moi le discours que je vais tenir ». Aristote en parle dans sa Poétique, critiquant le caractère de Mélanippe, qu'il dit manquer de convenance (en grec ancien πρέπων : prepon) et de conformité (en grec ancien αρμοττον : harmotton),.
Plutarque, dans le Dialogue sur l'Amour issu de ses Œuvres morales, en cite le tout premier vers : « Zeus, qui es-tu? Je ne sais rien de toi sinon ton nom ». À vrai dire, ce début de la pièce choqua la morale pieuse de la population, et Euripide changea assez rapidement ce premier vers pour le remplacer par : « Ô toi, qu'à juste titre on nomme Zeus ! ».

## Résumé
Euripide met en scène la mère de jumeaux, qu'elle met au monde sans être mariée au père, qu'elle laisse dans l'ignorance, et dont elle cache même l'existence à son propre père : comme ils sont condamnés à mort, elle développe une argumentation philosophique pour les sauver.

## Personnages
- Mélanippe

### Éditions des fragments de la pièce
- Euripide,  Tragédies, vol. 8, 2e partie, Fragments. De Bellérophon à Protésilas, texte établi et traduit par François Jouan et Herman Van Looy, Paris, Les Belles Lettres, Collection universitaire de France (C.U.F.), série grecque, 2000 ; 2002-2003, 983 pages.  (ISBN 2-251-00485-8) (édition scientifique bilingue).

### Autres auteurs antiques cités
- Luc Brisson (trad. du grec ancien), Le Banquet, Paris, Éditions Gallimard, 2008 (1re éd. 2006), 2204 p. (ISBN 978-2-08-121810-9).
- Pierre Pellegrin (dir.) (trad. du grec ancien par Pierre Destrée), Aristote : Œuvres complètes, Paris, Éditions Flammarion, 2014, 2923 p. (ISBN 978-2-08-127316-0), « Poétique ».
- Aristote (dir.), Pierre Pellegrin et Richard Bodéüs, « Éthique à Nicomaque », dans Œuvres complètes, Éditions Flammarion, 2014, 2923 p. (ISBN 978-2081273160), p. 2022.
- Aristote (trad. du grec ancien par Odette Bellevenue et Séverine Auffret), Poétique, Paris, Mille et une nuits, 1997, 95 p. (ISBN 2-84205-117-3).
- Plutarque (trad. du grec ancien par Victor Bétolaud), Dialogue sur l’Amour : Éroticos, Paris, Les Mille et Une Nuits, 2004, 110 p. (ISBN 2-84205-833-X), page 41.
- Joseph Hardy, Poétique Les Belles Lettres, 1932.